# Inashiki
Inashiki (稲敷市 -shi) é uma cidade japonesa localizada na província de Ibaraki.
Em 1 de Fevereiro de 2005 a cidade tinha uma população estimada em 50 142 habitantes e uma densidade populacional de 282 h/km². Tem uma área total de 178,12 km².
Recebeu o estatuto de cidade a 22 de Março de 2005.

## Cidade-irmã
- Salmon Arm, Canadá